# Абдурахманов, Зульпукар Зульпукарович
Зульпука́р Зульпука́рович Абдурахма́нов (Зульнука́р Зульнука́рович)(15 марта 1924, Ташкапур, Дагестанская АССР — 22 ноября 1944, Сомбор, Воеводина) — участник Великой Отечественной войны. Герой Советского Союза (1946). Командир стрелкового взвода 32-го стрелкового полка 19-й стрелковой дивизии 57-й армии 3-го Украинского фронта. Лейтенант.

## Биография
Зульпукар Зульпукарович Абдурахманов родился 15 марта 1924 года в семье крестьянина в селе Ташкапур Даргинского округа Дагестанской АССР (ныне — Левашинский район Дагестана). По национальности даргинец. Окончил семь классов в родном селе, затем поступил в Буйнакский педагогический техникум.
В 25 февраля 1942 году был призван на службу в Рабоче-крестьянскую Красную Армию Левашинским райвоенкоматом, но вместо фронта отправлен в Узбекистан, где он прошёл военную подготовку на базе запасного полка. С 19 сентября 1942 года находится на фронтах Великой Отечественной войны в составе 328-й стрелковой дивизии сначала 18-й армии Закавказского фронта, потом (с января 1943 года) Черноморской группы войск Закавказского и Северо-Кавказского фронтов. Участник Битвы за Кавказ.
В марте 1943 года З. З. Абдурахманова перевели в 19-ю стрелковую дивизию 57-й армии 2-го формирования Юго-Западного, затем Степного фронтов, в составе которой он принял участие в решающей фазе Курской битвы — Белгородско-Харьковской операции. Затем участвовал в освобождении Левобережной Украины. В конце сентября 1943 года стрелковые части 57-й армии форсировали Днепр в районе города Домоткань Днепропетровской области. В боях за плацдарм 30 сентября 1943 года Зульпукар был тяжело ранен. После госпиталя его направили на офицерские курсы.
В марте 1944 года младший лейтенант З. З. Абдурахманов вернулся в расположение своей части и был назначен командиром стрелкового взвода 3-го стрелкового батальона 32-го стрелкового полка. В составе 19-й стрелковой дивизии 3-го Украинского фронта он принял участие в Березнеговато-Снигиревской и Одесской операциях, освобождении Николаевской и Одесской областей. В ходе Ясско-Кишинёвской операции взвод младшего лейтенанта З. З. Абдурахманова отличился при ликвидации окружённой юго-западнее Кишинёва группировки противника. 27 августа 1944 года, ворвавшись в деревню Орак Леовского района Молдавской ССР, бойцы Абдурахманова взяли в плен 150 солдат и офицеров противника. Затем Зульпукар Абдурахманов участвовал в освобождении Румынии и Болгарии.
В сентябре 1944 года началась Белградская стратегическая операция в ходе которой войска 57-й армии 3-го Украинского фронта во взаимодействии с соединениями Народно-освободительной армии Югославии, частями 2-го Украинского фронта и силами Дунайской военной флотилии разгромили группировку вермахта в Югославии и освободили города Неготин, Заечар, Смедерево и Белград. За отличие в ходе операции З. З. Абдурахманов был награждён орденом Красной Звезды и повышен в звании до лейтенанта.
В начале ноября 1944 года 57-я армия вновь была переброшена на левый берег Дуная в район города Сомбор и, форсировав реку на рубеже Мохач-Апатин, вела тяжёлые бои за расширение плацдарма. 32-й стрелковый полк 19-й стрелковой дивизии наступал в районе югославского села Драж (ныне на территории Республики Хорватии). Полку предстояло преодолеть сильно заболоченную местность и захватить дамбу, на которой немцы оборудовали огневые точки. В течение трёх дней под шквальным пулемётным огнём подразделения полка безуспешно пытались выполнить боевую задачу, неся тяжёлые потери. 21 ноября 1944 года лейтенант З. З. Абдурахманов с двумя бойцами скрытно подобрался к линии немецкой обороны. В последний момент немцы заметили группу Абдурахманова и открыли автоматный огонь. Два сержанта были убиты, но лейтенанту удалось уничтожить расчёт вражеского станкового пулемёта. Немцы хорошо понимали, чем грозит выпадение ключевого звена их обороны. Они бросили против Зульпукара Абдурахманова до роты автоматчиков. Защищая захваченную позицию, Зульпукар из трофейного пулемёта уничтожил около 40 вражеских солдат. В неравном бою лейтенант Абдурахманов был смертельно ранен, но в образовавшуюся брешь в немецкой обороне уже ворвались другие подразделения полка. Дамба быстро была очищена от фашистов, а скоро было освобождено и село Драж. 22 ноября от полученных ран лейтенант З. З. Абдурахманов скончался. Похоронили его на кладбище сербского села Бездан.
Указом Президиума Верховного Совета СССР от 15 мая 1946 года лейтенанту Зульпукару Зульпукаровичу Абдурахманову было присвоено звание Героя Советского Союза посмертно.

## Награды
- Медаль «Золотая Звезда» Героя Советского Союза
- Орден Ленина
- Орден Отечественной войны II степени
- Орден Красной Звезды

## Память
- Имя Героя носит завод села Хаджалмахи Левашинского района
- Памятник Герою Советского Союза З. З. Абдурахманову установлен в селе Ташкапур Республики Дагестан Российской Федерации.